# Paullo
Paullo település Olaszországban, Lombardia régióban, Milánó megyében. Lakosainak száma 11 080 fő (2023. január 1.). Paullo Merlino, Zelo Buon Persico, Settala, Mediglia, Tribiano és Mulazzano községekkel határos.

## Népesség
A település lakossága az elmúlt években az alábbi módon változott:
| Lakosok száma | 11 280 | 11 461 | 11 429 | 11 080 |
|               | 2013   | 2017   | 2018   | 2023   |